# UFC Fight Night: Holohan vs. Smolka
UFC Fight Night: Holohan vs Smolka (também conhecido como UFC Fight Night 76) é um evento de artes marciais mistas promovido pelo Ultimate Fighting Championship, é esperado para ocorrer em 24 de outubro de 2015 na 3Arena em Dublin, Irlanda.

## Background
O evento será o terceiro do UFC a acontecer em Dublin, após o UFC 93 em Janeiro de 2009 e o UFC Fight Night: McGregor vs. Brandão em Julho de 2014.
O evento era esperado para ter como luta principal a luta entre os leves Dustin Poirier e o irlandês Joseph Duffy. No entanto, uma lesão na semana do evento tirou Duffy do card. A luta principal então passou a ser a luta entre os moscas Patrick Holohan e Louis Smolka.
O co-evento principal era esperado para ser a luta entre os pesos pesados Stipe Miocic e Ben Rothwell. No entanto, Miocic se lesionou em 13 de Outubro e se retirou do card. Consequentemente, Rothwell foi removido do card no dia seguinte em que a organização citou que um oponente em tão curto período de tempo não poderia ser arranjado.

## Bônus da Noite
- Luta da Noite:  Nicolas Dalby vs.  Darren Till
- Performance da Noite:  Tom Breese e  Neil Seery